# Toloysen
Toloysen of Tolleuzen (Tolhuizen) was een dorp en ambacht in de Grote Waard en is vermoedelijk verdwenen door de Sint-Elisabethsvloed (1421).

## Geschiedenis

In 1286 wordt de buurtschap of ambacht voor het eerst in kerkelijke kronieken genoemd. In 1316 kreeg Rikhout van Noordeloos het leengoed van Tolloysen toegewezen van de graaf van Holland. Rond 1350 kreeg Dirck van de Merwede het gebied als erfenis, maar hij zag niets in het erfgoed en verkocht het aan graaf Albrecht van Beieren. Wel heeft een van zijn zoons de titel gedragen van Daniel, heer van Tolloysen. In 1357 werd er een kerk gesticht genaamd Sint-Nicolaaskerk, vermoedelijk half opgebouwd uit baksteen en hout. Er volgde een kerkelijk conflict met het in de buurt gelegen kerkdorp Erkentrude. Die vonden de expansiedrift van Dordrechtse-hoek wel erg gortig worden. Vervolgens zou de kerk niet lang hebben bestaan (mogelijk ± 40 jaar), waardoor de parochianen moesten uitwijken naar de kerk in Erkentrude. In de vloed van 1421 verloor het dorp zijn bestaansrecht en in 1452 verscheen er in een oorkonde dat de hoop op wederopbouw nu zeker was uitgesloten.
Het heerlijkheid, ambacht of gehucht Toloysen zou begin 12e eeuw ontstaan zijn en ten zuidoosten van de hedendaagse binnenstad van Dordrecht hebben gelegen. Het dorp is tot op heden niet teruggevonden, men vermoedt dat de locatie binnen het huidige Dubbeldam ligt of net daarbuiten.